# Chia (криптовалюта)
Chia — криптовалюта, заснована на алгоритмі консенсусу Proof-of-space, конкурента Proof-of-work, який використовується у видобутку біткойнів та Ефіріуму, через що витрачається величезна кількість енергії та менш безпечні завдяки централізації майнінгу.

## Історія
Перша концепція Proof-of-space була сформована 2013 року польським експертом Стефаном Дзембовським.
Цей алгоритм консенсусу заснований на використанні вільного місця на пристрої зберігання файлів (наприклад, на жорсткому диску), а не обчислювальних потужностей для добування криптовалют, що є менш енергозатратним способом та економічним альтернативним класифікаційним методом майнінгу. Для виконання робіт не потрібні дорогі відеокарти, блоки живлення великої потужності та материнські плати з величезним числом роз'ємів. Достатньо простого ноутбука, що має стандартні параметри та вбудовану відеокарту. Однак, зростають вимоги до характеристик матеріального носія.
Одним із способів реалізації PoS є проходження фішками графа: певна кількість фішок розташовується в вершинах неорієнтованого графа. Метою є досягнення цільової вершини, але щоб пересунути фішку на суміжну вершину, інша фішка на тій же вершині повинна бути видалена.
В серпні 2014 року з'явився Burstcoin, згодом були придумані інші види криптовалют, наприклад, SpaceMint (2015), Filecoin (2017), Storj, Sia.

## Мережа Chia
Chia Network - компанія, заснована Бремом Коеном у 2019 році, автором протоколу BitTorrent, забезпечивши можливість завантажувати файли з безлічі різних джерел, тим самим прискорюючи час завантаження.
Замість обчислень використовується зберігання. Нова криптовалюта вже має ціну і торгується на біржі. Chia має необмежену емісію. В першому блоці знаходиться премайн у розмірі 21.000.000 монет який перебуває у власності компанії. Нагорода за видобуті блоки змнешуєтьсь в два рази кожних три роки. Після запуску в середньому добувається 64 монети за 10 хвилин. На дванадцятий рік після запуску мейннету нагорода перестане зменшуватись і буде становити приблизно 4 монети за 10 хвилин. Такий підхід, на думку засновників Чіа, буде підтримувати мотивацію майнерів бути підключеним до мережі не зважаючи на кількість транзацій та велечину комісій.
Зростання курсу на криптовалюту сприяло зростанню виробництву жорстких дисків великого об'єму. Видобуток цієї валюти призводить до швидкого зношування носіїв інформації, тому їх виробники зменшують гарантіний термін, якщо вони використовуються  для цього.
На початку вересня 2021 року вартість криптовалюти зменшилася на 83 %, у порівняні з травнем цього року, коли вона досягла свого піку. Жорсткі диски, які використовувалися, для видобутку криптовалюти, почали масово розпродавати.